# Myrcia rubiginosa
Myrcia rubiginosa är en myrtenväxtart som beskrevs av Jacques Cambessèdes. Myrcia rubiginosa ingår i släktet Myrcia och familjen myrtenväxter. Inga underarter finns listade i Catalogue of Life.